# Podomyrma albertisi
Podomyrma albertisi är en myrart som beskrevs av Carlo Emery 1887. Podomyrma albertisi ingår i släktet Podomyrma och familjen myror. Inga underarter finns listade i Catalogue of Life.